# Liste der Nummer-eins-Country-Alben in den USA (2022)
Dies ist eine Liste der Nummer-eins-Alben in den von Billboard ermittelten Verkaufscharts für Country-Alben in den USA im Jahr 2022.
| ← 2021 ← | Liste der Nummer-eins-Country-Alben in den USA | Liste der Nummer-eins-Country-Alben in den USA | Liste der Nummer-eins-Country-Alben in den USA | 2023 →                    |
| \| Zeitraum \| Wo. ges. \| Interpret \| Titel \| Zusätzliche Informationen \| \| (Zeitraum, Wochen auf Platz eins, Interpret, Titel, zusätzliche Informationen) \| \| \| \| \| \| ------------------------------------------------------------------------------ \| -------- \| ------------- \| --------------------------- \| ------------------------- \| \| 1. Januar 2022 – 14. Januar 2022 2 Wochen (insgesamt 7) \| 7 \| Taylor Swift \| Red (Taylor's Version) \| – \| \| 15. Januar 2022 – 3. Juni 2022 20 Wochen (insgesamt 59) \| 59 \| Morgan Wallen \| Dangerous: The Double Album \| – \| \| 4. Juni 2022 – 10. Juni 2022 1 Woche (insgesamt 1) \| 1 \| Zach Bryan \| American Heartbreak \| – \| \| 11. Juni 2022 – 8. Juli 2022 4 Wochen (insgesamt 63) \| 63 \| Morgan Wallen \| Dangerous: The Double Album \| – \| \| 9. Juli 2022 – 15. Juli 2022 1 Woche (insgesamt 1) \| 1 \| Luke Combs \| Growin' Up \| – \| \| 16. Juli 2022 – 28. Januar 2023 28 Wochen (insgesamt 92) \| 92 \| Morgan Wallen \| Dangerous: The Double Album \| – \| |                                                |                                                |                                                |                           |
| ← 2021 |                                                |                                                |                                                | → 2023 →                  |
| Zeitraum | Wo. ges.                                       | Interpret                                      | Titel                                          | Zusätzliche Informationen |
| (Zeitraum, Wochen auf Platz eins, Interpret, Titel, zusätzliche Informationen) |                                                |                                                |                                                |                           |
| 1. Januar 2022 – 14. Januar 2022 2 Wochen (insgesamt 7) | 7                                              | Taylor Swift                                   | Red (Taylor's Version)                         | –                         |
| 15. Januar 2022 – 3. Juni 2022 20 Wochen (insgesamt 59) | 59                                             | Morgan Wallen                                  | Dangerous: The Double Album                    | –                         |
| 4. Juni 2022 – 10. Juni 2022 1 Woche (insgesamt 1) | 1                                              | Zach Bryan                                     | American Heartbreak                            | –                         |
| 11. Juni 2022 – 8. Juli 2022 4 Wochen (insgesamt 63) | 63                                             | Morgan Wallen                                  | Dangerous: The Double Album                    | –                         |
| 9. Juli 2022 – 15. Juli 2022 1 Woche (insgesamt 1) | 1                                              | Luke Combs                                     | Growin' Up                                     | –                         |
| 16. Juli 2022 – 28. Januar 2023 28 Wochen (insgesamt 92) | 92                                             | Morgan Wallen                                  | Dangerous: The Double Album                    | –                         |